# اختراق الحاسوب
اختراق الحاسوب أو الكمبيوتر يطلق عادةً على الاستخدام غير القانوني للكمبيوتر، من خلال استخدام شبكة الإنترنت؛ حيث يقوم المخترق باستخدام الشبكة بالإضافة إلى بعض البرامج المعدة خصيصاً لهذا الغرض. يعد اختراق الحاسوب عمل غير قانوني يحاسب عليه القانون.
وتتم هذه العمليات بتنسيق جماعي، وتستخدمها بعض الدول لمعرفة أسرار الدول المعادية لها.
وتعمد بعض المجموعات للقيام بهجمات على بعض الخدمات الإلكترونية.

## تعريف اختراق الحاسوب
مصطلح الاختراق في اللُّغة الإنجليزية هو "Hacking" وله استخدامات عدة في اللغة الإنجليزية. ولكن الإجماع في الوقت الحالي على استخدام المصطلح على أنه اختراق الأنظمة عن طريق التهرُّب و/أو تعطيل أنظمة الأمن في النظام المراد اختراقه. ولكن كلمة اختراق أو "Hack" ليس بالضرورة معناها الاختراق بقصد التخريب أو التدمير أو سرقة البيانات، بل قد تُستخدم من قبل البعض لغرض التًّعرف على أخطاء الأنظمة من حيث قوة نظام حماية المستخدم. إلا أن الغالبية تستخدم المصطلح لغرض الإشارة إلى الاختراق غير القانوني.

## اقرأ أيضاً
- حاسوب